# Кураш
Кура́ш — село в Україні, у Дубровицькій міській громаді Сарненського району Рівненської області. До 2020 підпорядковувалося Соломіївській сільській раді., адміністративним центром якої було село Соломіївка. Населення становить 255 осіб (2011).

## Назва
Є припущення, що назва села пішла від французького слова Кураж.[джерело?] Польською мовою згадується як Kurasz, російською — як Курашъ.

## Географія
Доїхати до села можна з Рівного маршрутними автобусами на Дубровицю та Зарічне. Автомобілем по трасі Рівне — Столин.
Площа села — 0,4 км². Поблизу села — річка Горинь. Згідно з дослідженням 2017 року, за яким оцінювалися масштаби антропогенної трансформації території Дубровицького району внаслідок несанкціонованого видобутку бурштину, екологічна ситуація села характеризувалася як «задовільна».

### Клімат
Клімат у селі вологий континентальний («Dfb» за класифікацією кліматів Кеппена). Опадів 609 мм на рік. Найменша кількість опадів спостерігається в березні й сягає у середньому 28 мм. Найбільша кількість опадів випадає в червні — близько 88 мм. Різниця в опадах між сухими та вологими місяцями становить 60 мм. Пересічна температура січня — -5,6 °C, липня — 18,7 °C. Річна амплітуда температур становить 24,3 °C.
| Клімат Кураша                     | Клімат Кураша | Клімат Кураша | Клімат Кураша | Клімат Кураша | Клімат Кураша | Клімат Кураша | Клімат Кураша | Клімат Кураша | Клімат Кураша | Клімат Кураша | Клімат Кураша | Клімат Кураша | Клімат Кураша |
| Показник                          | Січ.          | Лют.          | Бер.          | Квіт.         | Трав.         | Черв.         | Лип.          | Серп.         | Вер.          | Жовт.         | Лист.         | Груд.         | Рік           |
| Середній максимум, °C             | −2,6          | −1,2          | 3,4           | 12,4          | 19,3          | 22,9          | 24,0          | 23,1          | 18,3          | 11,9          | 4,9           | 0,0           | 11,4          |
| Середня температура, °C           | −5,6          | −4,4          | −0,3          | 7,5           | 13,7          | 17,5          | 18,7          | 17,6          | 13,3          | 7,8           | 2,4           | −2,5          | 7,1           |
| Середній мінімум, °C              | −8,5          | −7,6          | −3,9          | 2,7           | 8,2           | 12,1          | 13,4          | 12,2          | 8,4           | 3,8           | −0,1          | −5            | 3,0           |
| Норма опадів, мм                  | 36            | 30            | 28            | 42            | 57            | 88            | 81            | 64            | 57            | 44            | 41            | 41            | 609           |
| --------------------------------- | ------------- | ------------- | ------------- | ------------- | ------------- | ------------- | ------------- | ------------- | ------------- | ------------- | ------------- | ------------- | ------------- |
| Джерело: Climate-Data.org (англ.) |               |               |               |               |               |               |               |               |               |               |               |               |               |

## Історія
Село вперше згадується 1755 року. До 1917 року село входило до складу Російської імперії. Станом на 1859 рік, у власницькому селі Кураш діяли дерев'яна православна церква і римсько-католицька каплиця. У 1906 році село входило до складу Любиковицької волості Рівненського повіту Волинської губернії Російської імперії. У 1918—1920 роки нетривалий час перебувало в складі Української Народної Республіки.
У 1921—1939 роки входило до складу Польщі. У 1921 році село входило до складу гміни Любиковичі Сарненського повіту Поліського воєводства Польської Республіки. Розпорядженням Міністра внутрішніх справ Польщі від 27 грудня 1925 року Кураш переданий з гміни Любиковичі до гміни Бережниця. 1930 року Сарненський повіт приєднаний до складу Волинського воєводства. У 1936 році входило до однойменної громади, до якої також належав фільварок Кураш.
До часів СРСР село було в віданні польського поміщика, маєток якого стояв на березі річки, після того, як Західна Україна увійшла до складу УРСР, маєток було зруйновано, а на його місці побудовано водну станцію для кораблів.[джерело?]
З 1939 року — у складі Дубровицького району Рівненської області УРСР. У роки Другої світової війни деякі мешканці села долучилися до національно-визвольної боротьби в лавах УПА та ОУН. Загалом встановлено 65 жителів села, які брали участь у визвольних змаганнях, з них 23 загинуло, 34 було репресовано.
У 1947 році село Кураш разом з хутором Кураш підпорядковувалося Кураській сільській раді Дубровицького району Ровенської області УРСР.
Відповідно до прийнятої в грудні 1989 року постанови Ради Міністрів УРСР село занесене до переліку населених пунктів, які зазнали радіоактивного забруднення внаслідок аварії на Чорнобильській АЕС, жителям виплачувалася грошова допомога. Згідно з постановою Кабінету Міністрів Української РСР, ухваленою в липні 1991 року, село належало до зони гарантованого добровільного відселення. На кінець 1993 року забруднення ґрунтів становило 1,18 Кі/км² (137Cs + 134Cs), молока — 3,43 мКі/л (137Cs + 134Cs), картоплі — 0,41 мКі/кг (137Cs + 134Cs), сумарна доза опромінення — 107 мбер, з якої: зовнішнього — 15 мбер, загальна від радіонуклідів — 92 мбер (з них Cs — 81 мбер).
Відповідно до Розпорядження Кабінету Міністрів України від 12 червня 2020 року № 722-р «Про визначення адміністративних центрів та затвердження територій територіальних громад Рівненської області» увійшло до складу Дубровицької міської громади.

## Населення
Станом на 1 січня 2011 року населення села становить 255 осіб. Густота населення — 795 особи/км².
Станом на 1859 рік, у Кураші налічувалося 42 двори та 311 жителів (146 чоловіків і 165 жінок), з них 295 православних, 11 юдеїв, 5 римо-католиків.
Станом на 1906 рік у селі було 77 дворів та мешкала 521 особа.
Станом на 10 вересня 1921 року в селі та однойменному сусідньому фільварку разом налічувалося 117 будинків та 629 мешканців, з них: 304 чоловіки та 325 жінок; 594 православні, 30 юдеїв та 5 римо-католиків; 616 українців, 12 євреїв та 1 поляк.
Згідно з переписом УРСР 1989 року чисельність наявного населення села становила 403 особи, з яких 183 чоловіки та 220 жінок. На кінець 1993 року в селі мешкало 368 жителів, з них 63 — дітей.
За переписом населення України 2001 року в селі мешкало 317 осіб.

### Мова
Розподіл населення за рідною мовою за даними перепису 2001 року:
| Мова       | Відсоток |
| ---------- | -------- |
| українська | 99,69 %  |
| російська  | 0,31 %   |

### Вікова і статева структура
Структура жителів села за віком і статтю (станом на 2011 рік):
| Вік   | Чоловіків | Жінок | Разом |
| ----- | --------- | ----- | ----- |
| 0-17  | 18        | 15    | 33    |
| 18-39 | 32        | 24    | 56    |
| 40-59 | 36        | 23    | 59    |
| 60+   | 48        | 59    | 107   |
| Разом | 134       | 121   | 255   |

### Соціально-економічні показники
| Працездатне населення | Працездатне населення | Працездатне населення | Працездатне населення | Працездатне населення | Працездатне населення | Непрацездатне населення | Непрацездатне населення | Непрацездатне населення | Непрацездатне населення | Непрацездатне населення | Непрацездатне населення | Все населення |
| Чоловіки              | Чоловіки              | Жінки                 | Жінки                 | Разом                 | Разом                 | Чоловіки                | Чоловіки                | Жінки                   | Жінки                   | Разом                   | Разом                   | 255           |
| ос.                   | %                     | ос.                   | %                     | ос.                   | %                     | ос.                     | %                       | ос.                     | %                       | ос.                     | %                       | 255           |
| --------------------- | --------------------- | --------------------- | --------------------- | --------------------- | --------------------- | ----------------------- | ----------------------- | ----------------------- | ----------------------- | ----------------------- | ----------------------- | ------------- |
| 58                    | 22                    | 63                    | 24                    | 121                   | 46                    | 51                      | 19                      | 57                      | 21                      | 108                     | 41                      | 255           |

| Зайняті  | Зайняті  | Зайняті | Зайняті | Зайняті | Зайняті | Безробітні | Безробітні | Безробітні | Безробітні | Безробітні | Безробітні | Все населення |
| Чоловіки | Чоловіки | Жінки   | Жінки   | Разом   | Разом   | Чоловіки   | Чоловіки   | Жінки      | Жінки      | Разом      | Разом      | 255           |
| ос.      | %        | ос.     | %       | ос.     | %       | ос.        | %          | ос.        | %          | ос.        | %          | 255           |
| -------- | -------- | ------- | ------- | ------- | ------- | ---------- | ---------- | ---------- | ---------- | ---------- | ---------- | ------------- |
| 113      | 4        | 226     | 8       | 339     | 12      | 619        | 23         | 612        | 22         | 1231       | 45         | 255           |

| Дорослі | Діти | Пенсіонери | Інваліди Німецько-радянської війни | Учасники бойових дій | Інваліди всіх груп і категорій | Люди, які обслуговуються служб. соц. допом. на дому | Неповні сім'ї | Діти з неповних сімей | Багатодітні сім'ї | Діти з багатодітних сімей | Діти-інваліди | Діти-сироти | Одинокі багатодітні матері |
| ------- | ---- | ---------- | ---------------------------------- | -------------------- | ------------------------------ | --------------------------------------------------- | ------------- | --------------------- | ----------------- | ------------------------- | ------------- | ----------- | -------------------------- |
| 234     | 36   | 135        | -                                  | -                    | 19                             | 9                                                   | 1             | 2                     | 4                 | 14                        | -             | 4           | -                          |

## Політика

### Органи влади
До 2020 місцеві органи влади були представлені Соломіївською сільською радою.

### Вибори
Село входить до виборчого округу № 155. У селі розташована виборча дільниця № 560288. Станом на 2011 рік кількість виборців становила 223 особи.

## Культура
У селі працює Кураський сільський клуб на 120 місць.
Між Курашем та селом Бережниця розташована могила, у якій поховано 14 бійців УПА. У 1996 році могилу відновили та впорядкували. На місці поховання насипаний великий курган і встановлений хрест. У 2018 році там встановили пам'ятник та висадили алею дубів.
Поряд із Курашем було знайдене давньоруське городище.[джерело?]

## Релігія
У 1859 році православна Преображенська парафія в Кураші налічувала 890 вірян. Тоді до неї були приписані: село Кураш з парафіяльною Преображенською церквою (308 вірян), села Соломіївка (128 вірян) і Білятичі (454 віряни).
24 березня 2019 року Свято-Преображенська громада села на парафіяльних зборах майже одноголосно ухвалила рішення про перехід з Української православної церкви Московського патріархату (РПЦ) до Православної церкви України.
Список конфесійних громад станом на 2011 рік:
| Релігійна громада Свято-Преображенської парафії | ПЦУ | 25 вересня 1991 (УПЦ (МП) / РПЦ), 18 березня 1996 (УПЦ (КП)) | 60 | Церква | [ 36 ] |
| — православні.                                  |     |                                                              |    |        |        |

## Відомі люди

### Народилися
- Микола Досінчук-Чорний (1918—1999) — український громадський діяч в еміграції.
- Корнейчук Василь Іванович («Калина», нар. 1921) — український військовий діяч, з 1945 року референт Служби безпеки Дубровицького районного проводу ОУН.[37]

### Пов'язані із селом
- Степан Бакунець (ім'я при народженні — Олександр Шмалюх; 1925—2020) — учасник національно-визвольної боротьби, боєць УПА, політичний в'язень, нагороджений орденом «За заслуги» III ступеня (2019).[38][39][40] Проживав у Кураші.[38]

#### Книги
- Історія міст і сіл Української РСР. Ровенська область. — К. : Головна редакція УРЕ АН УРСР, 1973. — С. 292. — 15 000 прим.

#### Офіційні дані та нормативно-правові акти
- Паспорт Дубровицького району (станом на 1 січня 2011 року) (doc). Дубровицька районна рада. Архів оригіналу за 10 лютого 2015. Процитовано 16 жовтня 2019.

#### Мапи
- Історичний Атлас України / Гол. ред. Л. Винар; Упорядн.: І. Тесля, Е. Тютько. Українське історичне товариство. — Монреаль; Нью-Йорк; Мюнхен, 1980. — 182 с.